# Красково (Коношский район)
Красково — деревня в Коношском районе Архангельской области России. Входит в состав Ерцевского сельского поселения.

## География
Деревня находится в юго-западной части Архангельской области, в подзоне средней тайги, в пределах юго-западной части Онего-Двинско-Мезенской равнины, на левом берегу реки Ковжи, на расстоянии примерно 57 километров (по прямой) к юго-западу от Коноши, административного центра района. Абсолютная высота — 127 метров над уровнем моря.

### Климат
Климат характеризуется как умеренно континентальный, избыточно влажный, с продолжительной холодной многоснежной зимой и коротким дождливым прохладным летом. Среднегодовая температура воздуха — +2,2 °C. Средняя температура воздуха самого холодного месяца (января) — −12,7 °C (абсолютный минимум — −45 °C), средняя температура самого тёплого (июля) — +18 °С (абсолютный максимум — +36 °C). Продолжительность периода активной вегетации растений (выше 10 °C) составляет примерно 105—110 дней.. Годовое количество атмосферных осадков — 764 мм, из которых большая часть выпадает в период с мая по сентябрь. Среднегодовая скорость ветра составляет 3,6 м/с. В зимнее время преобладают ветры юго-западного направления, в летнее — северного.

### Часовой пояс
Красково, как и вся Архангельская область, находится в часовой зоне МСК (московское время). Смещение применяемого времени относительно UTC составляет +3:00.

## Население
| 2002 | 2010 | 2012 |
| ---- | ---- | ---- |
| 0    | ↗1   | →1   |